# Heaven's Open
Heaven's Open è un album in studio di Mike Oldfield pubblicato nel 1991 da Virgin Records in formato LP, CD, MC. È il quattordicesimo album registrato del musicista britannico.

## Il disco
Heaven's Open è l'ultimo album pubblicato da Oldfield per la Virgin e l'unico con il nome Michael Oldfield invece di Mike Oldfield. È inoltre l'unico album in cui Mike Oldfield canta tutte le canzoni. 
Nel 1991, lo stesso anno in cui uscì il suo album Heaven's Open, Oldfield era felice di lasciare la Virgin Records.
Il titolo provvisorio dell'album Heaven's Open era Man in the Rain. La title track di fatto è una prima versione del brano pubblicato successivamente sul disco Tubular Bells III.
La copertina dell'album è una rielaborazione di una foto inizialmente scattata per Tubular Bells, quando l'album era in lavorazione con il titolo provvisorio Breakfast in Bed, infatti al posto del tuorlo che esce dall'uovo, vi era del sangue.
Stilisticamente questo album entra nei canoni musicali commerciali di Oldfield della prima metà degli anni ottanta e presenta una selezione di canzoni pop/rock più una suite, l'ultima del musicista, di rock progressivo. Tuttavia qui, a differenza dei lavori precedenti come ad esempio Five Miles Out e Crises, in cui il pezzo più lungo (Music from the Balcony) apre l'album, questo è il brano di chiusura.
I testi dell'album sono stati concepiti da Oldfield per criticare la sua, ormai, ex-casa discografia Virgin Records. Come ad esempio il tema della canzone d'apertura dell'album, Make Make, che ha come protagonista Richard Branson, preoccupato secondo Mike, solo di cercare di vendere e disinteressato a qualunque sviluppo artistico.
Gimme Back e il brano Heaven's Open sono stati pubblicati come singoli nel 1991. Entrambi sono stati distribuiti sotto il nome di Michael Oldfield.
Fra le attrezzature musicali utilizzate nell'album sono inclusi prodotti Atari, C-Lab e Fairlight. Inoltre sono stati utilizzati i Roland D50 MKS80 e D550, gli Akai S900, S1000 e S1100, un EMU Proteus, un Korg M1, uno Yamaha DX5 e lo Steinberg "Topaz". Un Harrison series X mixing console, un tape machine digitale Sony 3348 e un microfono fatto dalla Brüel & Kjær.

## Tracce
1. Make Make – 4:16
2. No Dream – 6:02
3. Mr. Shame – 4:22
4. Gimme Back – 4:09
5. Heaven's Open – 4:28
6. Music from the Balcony – 19:44

## Musicisti
- Mike Oldfield: Voce, chitarre, tastiere
- Simon Phillips: Batteria, percussioni
- Dave Levy: Basso
- Mickey Simmonds: Organo Hammond, piano
- Andy Longhurst, Andrew Longhurst: Tastiere addizionali, sequenziamento, campionamenti
- Courtney Pine: Sassofoni, basso clarinetto
- The "Sassy Choir"
  - Vicki St. James
  - Sylvia Mason-James
  - Dolly James
  - Debi Doss
  - Shirlie Roden
  - Valeria Etienne
- Cori addizionali:
  - Anita Hegerland
  - Nikki "B" Bentley
  - Tom Newman